# Plebejus labecula
Plebejus labecula är en fjärilsart som beskrevs av Watson och Comstock 1920. Plebejus labecula ingår i släktet Plebejus och familjen juvelvingar. Inga underarter finns listade i Catalogue of Life.